# Andreas Toppius
Andreas Toppius (* 16. April 1605 in Sondershausen; † 6. Juni 1677 in Tennstedt) war ein deutscher evangelischer Pfarrer und Landeshistoriker.

## Leben
Geboren wurde Toppius als Sohn des Tuchmachers Andreas Martinus Topf. Seine Familie gehörte zu den alteingesessenen Handwerkerfamilien Sondershausens. Nach dem Besuch der Lateinschule seiner Geburtsstadt begann er ein Theologie-Studium. Ab 1626 studierte er in Wittenberg, ab 1629 in Rinteln. Nach Abschluss wurde Toppius zunächst Pfarrer in Rohnstedt, 1638 wurde er Pfarrer der Johanniskirche in Wenigen-Tennstedt. Obwohl Wenigen-Tennstedt im Zuge des Dreißigjährigen Kriegs zwischen 1641 und 1644 wüst fiel, harrte Toppius aus, bis 1655 die Kirche und das Pfarrhaus abgebrochen wurden. Während dieser Zeit suspendiert, verdiente er seinen Lebensunterhalt als Verfasser von Sachbüchern. Nach dem Abriss der Kirchgebäude ging Toppius mit seiner Familie nach Tennstedt, wo er bis zu seinem Tod 1677 wieder als Pfarrer tätig war.
Toppius war seit 1632 mit der Bürgermeisterstochter Dorothea Rümpler verheiratet, aus der Ehe gingen 13 Kinder hervor, von denen ein Teil bereits in früher Jugend verstarben.

## Wirken
Toppius verfasste topografische und historische Abhandlungen, insbesondere Stadtchroniken und -beschreibungen von Städten wie Tennstedt, Erfurt, Ohrdruf, Gebesee und Greußen, die Grundlage für spätere Geschichtsschreiber bildeten. Besondere Verdienste erwarb er sich um die Erforschung der thüringischen Lokalgeschichte, insbesondere um die Grafschaft Schwarzburg. Eine seiner umfangreichsten Arbeiten, die Historie der Stadt Eisenach, wurde erst 1710 posthum von Christian Juncker herausgegeben.

## Werke
- Alte Geschichte und Bericht von der in Thüringen gewesenen ersten und ältesten Stadt und Schloss, auch königlichen und Hauptsitz und mächtigen Festung Scheidingen an der Unstrut genannt Burgscheidungen